# Boulevard du Général-Martial-Valin
Boulevard du Général-Martial-Valin je bulvár v 15. obvodu v Paříži. Je součástí tzv. Maršálských bulvárů. Bulvár nese jméno generála Martiala Valina (1898–1980), generálního inspektora letectva a velitele francouzských vzdušných sil.

## Historie
V letech 1840–1845 byly postaveny kolem Paříže nové hradby. Dnešní bulvár vznikl na místě bývalé vojenské cesty (Rue Militaire), která vedla po vnitřní straně městských hradeb. Tato silnice byla armádou převedena městu Paříži na základě rozhodnutí z 28. července 1859.
Do roku 1987 se jednalo o Boulevard Victor. Poté byla jeho část mezi mostem Garigliano a náměstím Place Balard vyčleněna jako samostatný bulvár a přejmenována.
16. prosince 2006 byla na bulváru otevřena tramvajová linka T3.